# Ernest W. Ortone
Ernest Walter Ortone (?, 18 februari 1920 – ?, 14 februari 1966) was een Amerikaans componist, muziekpedagoog, dirigent en trompettist.

## Levensloop
Ortone werd na zijn muziekstudies docent en dirigent aan verschillende openbare scholen zoals de "Winfield High School" en aan de "New Hartford High School". Aan de laatstgenoemde school was hij eveneens dirigent van het harmonieorkest. Tijdens de Tweede Wereldoorlog diende hij in Bands van het Amerikaanse leger. Na de oorlog heeft hij zich op het componeren focusseert. Als componist schreef hij werken voor verschillende genres, maar vooral voor harmonieorkesten.
Hij is begraven op het "Fort Rosecrans National Cemetery" in Point Loma, San Diego County. 

## Composities

### Werken voor harmonieorkest
- 1955 La Spagnola
- 1955 Rail Road Time
- 1957 Christmas Medley
- 1957 Swanee a la Dixie
- 1960 Enid
- 1964 Hava Nagila
- Christmas Tidings
- Highlanders Fling
- Londonderry Air
- Mexican Clapping Song
- Prince Valiant Overture
- Sonora
- The Caissons go rolling along
- When the Saints go marchin' in

### Werken voor koor
- 1961 Alleluia, voor vierstemmig mannenkoor
- 1962 El Choclo, voor gemengd koor - tekst: Oliver J. Richards

### Werken voor piano
- 1957 La Cucaracha
- 1961 Aura Lee
- 1961 Climbing up de golden stairs
- 1961 Jacob's ladder

### Pedagogische werken
- 1954 Tonette Time: An Elementary Method for Tonette and Similar Melody Instruments Utica NY: Gurley Music Co.